# Wolfgang Kuhr
Wolfgang Kuhr (* 31. März 1933 in Gütersloh) ist ein ehemaliger deutscher Banker, Kommunalpolitiker und Rechtsanwalt. Er war Vorstandsmitglied der WestLB sowie Oberkreisdirektor des Landkreises Herford.

## Leben
Wolfgang Kuhr studierte von 1954 bis 1958 Rechts- und Staatswissenschaft an der Westfälischen Wilhelms-Universität Münster. Er ging nach dem Assessorexamen ab. Seine Dissertation Die kommunalen Sparkassen in der Bundesrepublik Deutschland und die Liberalisierung der europäischen Finanzdienste im Rahmen der Vollendung des europäischen Binnenmarktes im Jahre 1992. Ein Beitrag zum Verhältnis der kommunalen Selbstverwaltung zur Europäisierung des Politikprozesses reichte er 1991 ein. Zunächst war er von 1962 bis 1965 im Bankhaus Hermann Lampe in Bielefeld als Handlungsbevollmächtigter angestellt. 1965 wurde das SPD-Mitglied zum stellvertretenden Oberkreisdirektor des Landkreises Herford und noch im selben Jahr zum amtierenden Oberkreisdirektor gewählt. In seinen Verantwortungsbereich fielen unter anderem der Bau eines Schwerpunktkrankenhauses und dreier Berufsschulen des Kreises. Er begleitete auch die Umsetzung der kommunalen Gebietsreform. Zum Jahresbeginn 1975 trat er eine Stelle als Generalbevollmächtigter der damaligen Westdeutschen Landesbank Girozentrale (kurz: WestLB) in Düsseldorf an. Im darauffolgenden Jahr wurde er stellvertretendes Mitglied des Vorstands der Landesbank und 1977 rückte er zum ständigen Vorstandsmitglied auf. Er war außerdem Chefjurist der WestLB. 1988 endete das Beschäftigungsverhältnis. Bis März 1988 saß er auch im Aufsichtsrat der Landesentwicklungsgesellschaft Nordrhein-Westfalen. Zuletzt war er als selbstständiger Rechtsanwalt in Münster tätig.
Nebenher engagierte sich Kuhr ehrenamtlich. So war er im Westfälischen Heimatbund aktiv, übernahm über 20 Jahre lang die Aufgaben eines Schatzmeisters für das Konvent der Westfälischen Genossenschaft des Johanniterordens in Bad Oeynhausen, führte als Präsident den DRK-Landesverband Westfalen-Lippe in finanziell gesündere Zeiten und war Vorsitzender des Kuratoriums des Freiherr-vom-Stein-Instituts Münster. Schließlich unterrichtete er noch als Lehrbeauftragter am Institut für Politikwissenschaft an der Wilhelms-Universität in Münster.

## Auszeichnungen
- 1998: Verdienstmedaille des DRK-Landesverbandes Westfalen-Lippe
- 1999: DRK-Ehrenzeichen
- 2011: Verdienstorden des Landes Nordrhein-Westfalen